# フラカン・トゥクール
フラカン・トゥクール（huracan tucur）とはマヤ神話「ポポル・ヴフ 」に登場するミミズク。
シバルバーの使者アフポップ・アチフの一羽。フラカンが一本足、トゥクールがミミズクを意味する。足が一本しかない。チャビ・トゥクール、カキシュ・トゥクール、ホロム・トゥクールとともにアフポップ・アチフを構成する。